# Hermann Stöllner
Hermann Stöllner (* 11. Dezember 1985 in Salzburg) ist ein österreichischer Politiker der Freiheitlichen Partei Österreichs (FPÖ). Von Juni 2018 bis August 2022 war er Abgeordneter zum Salzburger Landtag.

## Leben
Hermann Stöllner wuchs in Seekirchen am Wallersee auf. Nach der Pflichtschule absolvierte er die dreijährige Landwirtschaftliche Fachschule in Kleßheim mit anschließender Lehre zum Molkereifachmann. 2010 legte er die Meisterprüfung in Milchtechnologie ab. Er ist als Angestellter in einer Molkerei tätig.
Mit 15 Jahren trat er dem Ring Freiheitlicher Jugend (RFJ) bei, wo er von 2012 bis 2015 als stellvertretender Landesobmann fungierte. Seit 2010 ist er in Mitglied der Gemeindevertretung in Seekirchen, wo er seit 2012 auch FPÖ-Stadtparteiobmann ist. 2013 wurde er Bezirksparteiobmann der FPÖ Flachgau und Mitglied des Landesparteivorstandes. Seit 2015 ist er stellvertretender FPÖ-Landesparteiobmann in Salzburg. Bei der Landtagswahl in Salzburg 2018 kandidierte er für die FPÖ hinter Marlene Svazek auf Platz zwei der Landesliste. Am 13. Juni 2018 wurde er in der konstituierenden Landtagssitzung der 16. Gesetzgebungsperiode als Abgeordneter zum Salzburger Landtag angelobt.
2022 übergab er die Funktion als FPÖ-Bezirksobmann an Andreas Teufl und legte sein Landtagsmandat nieder, das an Hannes Költringer ging.